# Seebronn
Seebronn ist ein Stadtteil von Rottenburg am Neckar im Landkreis Tübingen in Baden-Württemberg (Deutschland).

## Geographie
Seebronn liegt rund sieben Kilometer nordwestlich von Rottenburg auf der Gäuhochfläche in 410 bis 473 Meter Höhe.

### Ausdehnung
Die Gemarkungsfläche Seebronns beträgt 811 Hektar. Hiervon entfallen 73 % auf landwirtschaftliche Fläche, 13,9 % auf Waldfläche, 11,8 % auf Siedlungs- und Verkehrsfläche und 1,3 % auf die übrige Nutzung.

### Nachbarorte
Folgende Orte grenzen an Seebronn. Sie werden im Uhrzeigersinn beginnend im Norden genannt: Hailfingen, Oberndorf, Wendelsheim, Rottenburg, Remmingsheim und Bondorf (Landkreis Böblingen).

## Geschichte
Am 1. Januar 1972 wurde Seebronn in die Stadt Rottenburg am Neckar eingegliedert.

## Bevölkerung
Mit einer Einwohnerzahl von 1660 (Stand: Juni 2013) gehört Seebronn zu den größeren Stadtteilen Rottenburgs. Auf die Gemarkungsfläche von 8,11 km² bezogen entspricht dies einer Bevölkerungsdichte von 209 Einwohnern pro Quadratkilometer.

## Kultur und Sehenswürdigkeiten

### Bauwerke
Zwischen Seebronn und Rottenburg auf dem Gipfel des Heubergs befindet sich die Heuberger Warte, ein ehemaliger Wartturm.

### Regelmäßige Veranstaltungen

#### Fasnet
- Maskenabstauben, Heilige Drei Könige
- Kindergarten- und Schülerbefreiung, Rathaussturm, Schmotziger Donnerstag
- Kinderfasnet, Bürgerfasnet Fasnets-Samstag
- Rosenmontagsumzug, Rosenmontag
- Fasnetsverbrennung, Fasnets-Dienstag

#### Sonstige
- Maibaumstellen
- Maifest
- Vatertagsfest
- Neckarfest in Rottenburg
- Rock of Ages, Ende Juli (2006–2023)

## Wirtschaft und Infrastruktur

### Bildung
Seebronn verfügt über einen Kindergarten und eine Grundschule. Weiterführende Schulen befinden sich in Rottenburg und Ergenzingen.

### Telekommunikation
Bis Oktober 2009 war in einem großen Teil von Seebronn eine Internetnutzung nur über Modem oder ISDN möglich. Ein kleiner Teil konnte DSL light (384 kbit/s) empfangen. Im Oktober 2009 wurde eine DSL-Vermittlungsstelle in Betrieb genommen und seitdem ist DSL bis 16 Mbit/s verfügbar.